# Wardsboro
Wardsboro ist eine Town im Windham County des Bundesstaates Vermont in den Vereinigten Staaten mit 869 Einwohnern (laut Volkszählung von 2020).

## Geografie

### Geografische Lage
Wardsboro liegt zentral im Windham County. Der Wardsboro Brook mit einigen Nebengewässern durchfließt nordwärts die Town und mündet in Jamaica in den West River. Die State Route 100 folgt seinem Verlauf und führt von Wilmington durch das Skigebiet Mount Snow nordwärts nach Jamaica. Im Westen der Town befindet sich der Wardsboro Town Forrest. Die höchste Erhebung ist der 646 m hohe Mundal Hill im Nordwesten. Die Bahnstrecke Brattleboro–South Londonderry führt durch Wardsboro.

### Nachbargemeinden
Alle Entfernungen sind als Luftlinien zwischen den offiziellen Koordinaten der Orte aus der Volkszählung 2010 angegeben.
- Norden: Jamaica, 2,8 km
- Nordosten: Townshend, 14,7 km
- Südosten: Newfane, 12,3 km
- Süden: Dover, 4,1 km
- Westen: Stratton, 11,8 km

### Klima
Die mittlere Durchschnittstemperatur in Townshend liegt zwischen −8 °C (16 °Fahrenheit) im Januar und 18,3 °C (65 °Fahrenheit) im Juli. Die Schneefälle zwischen Oktober und Mai liegen mit bis zu knapp einem halben Meter (17 Inch) etwa doppelt so hoch wie die mittlere Schneehöhe in den USA. Die tägliche Sonnenscheindauer liegt am unteren Rand des Wertespektrums der USA.

## Geschichte

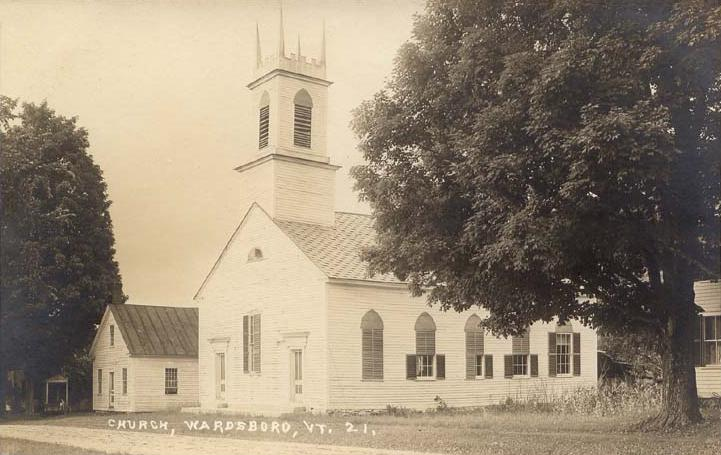
Old Methodist Church, gebaut 1832

Wardsborough wurde etwa ab 1779 besiedelt. Als Teil des New Hampshire Grants wurde es am 7. November 1780 durch Benning Wentworth gegründet. Den Grant erwarb William Ward aus Newfane, zusammen mit 62 anderen. Die Town wurde nach William Ward Wardsborough genannt. Im Jahr 1788 wurde die Town in einen Nord- und Südteil aufgeteilt. Der Südteil wurde im Jahr 1810 als Dover eine eigenständige Town. Am Ufer des Wardsboro Brooks siedelten sich im 19. Jahrhundert einige Mühlen an. So gab es im Jahr 1859 drei Schrotmühlen, sechs Sägewerke, eine Gerberei und eine Fabrik für Peitschen.
Im Sezessionskrieg wurde Wardsborough Center Unionville genannt, da die Einwohner sich den Vereinigten Staaten zugehörig fühlten. Die Endung ugh wurde im Jahr 1894 durch das U.S. Post Office gestrichen. Aus allen Namen, die auf borough endeten, wurde boro. So wurde aus Wardsborough Wardsboro.
Durch die Fluten des Hurrican Irene im Jahr 2011 wurde Wardsboro schwer beschädigt.
Der Gilfeather Turnip wurde im Jahr 2016 zum Staatsgemüse von Vermont erklärt.

### Religionen
Knapp 69 % der Bewohner von Townshend gehören keiner religiösen Gemeinschaft an, etwa 20 % sind katholisch und etwa 10 % sind Protestanten.

### Einwohnerentwicklung
| Volkszählungsergebnisse - Town of Wardsboro, Vermont | Volkszählungsergebnisse - Town of Wardsboro, Vermont | Volkszählungsergebnisse - Town of Wardsboro, Vermont | Volkszählungsergebnisse - Town of Wardsboro, Vermont | Volkszählungsergebnisse - Town of Wardsboro, Vermont | Volkszählungsergebnisse - Town of Wardsboro, Vermont | Volkszählungsergebnisse - Town of Wardsboro, Vermont | Volkszählungsergebnisse - Town of Wardsboro, Vermont | Volkszählungsergebnisse - Town of Wardsboro, Vermont | Volkszählungsergebnisse - Town of Wardsboro, Vermont | Volkszählungsergebnisse - Town of Wardsboro, Vermont |
| Jahr                                                 | 1800                                                 | 1810                                                 | 1820                                                 | 1830                                                 | 1840                                                 | 1850                                                 | 1860                                                 | 1870                                                 | 1880                                                 | 1890                                                 |
| ---------------------------------------------------- | ---------------------------------------------------- | ---------------------------------------------------- | ---------------------------------------------------- | ---------------------------------------------------- | ---------------------------------------------------- | ---------------------------------------------------- | ---------------------------------------------------- | ---------------------------------------------------- | ---------------------------------------------------- | ---------------------------------------------------- |
| Einwohner                                            | 1.484                                                | 1.159                                                | 1.016                                                | 1.148                                                | 1.102                                                | 1.125                                                | 1.004                                                | 866                                                  | 766                                                  | 704                                                  |
| Jahr                                                 | 1900                                                 | 1910                                                 | 1920                                                 | 1930                                                 | 1940                                                 | 1950                                                 | 1960                                                 | 1970                                                 | 1980                                                 | 1990                                                 |
| Einwohner                                            | 637                                                  | 559                                                  | 380                                                  | 355                                                  | 401                                                  | 377                                                  | 322                                                  | 391                                                  | 505                                                  | 654                                                  |
| Jahr                                                 | 2000                                                 | 2010                                                 | 2020                                                 | 2030                                                 | 2040                                                 | 2050                                                 | 2060                                                 | 2070                                                 | 2080                                                 | 2090                                                 |
| Einwohner                                            | 854                                                  | 900                                                  | 869                                                  |                                                      |                                                      |                                                      |                                                      |                                                      |                                                      |                                                      |

## Kultur und Sehenswürdigkeiten

### Kulinarische Spezialitäten
Die Gilfeather Turnip, eine Speiserübe, die in Wardsboro angebaut wird, wurde im Jahr 2016 zum Staatsgemüse vom Vermont erklärt.
Die Gilfeather Turnip ist eine Hybride aus Steck- und Speiserübe. Sie wurde in Wardsboro von John Gilfeather gezüchtet und erstmals im Jahr 1902 erwähnt. Ihr Fruchtfleisch ist weiß, nicht gelb wie bei anderen Rüben. Geerntet wird sie nach dem ersten strengen Frost.

### Öffentliche Einrichtungen
Das Grace Cottage Hospital in Townshend ist das Krankenhaus für die Region. Es wurde im Jahr 1949 gegründet.

### Bildung
In Wardsboro befindet sich die Wardsboro Elementary School mit Klassen von Pre-Kindergarten bis zur 6. Klasse.
Wardsboro gehört zur Windham Central Supervisory Union. Schülerinnen und Schüler der Klassen 7 bis 12 können die Leland and Gray Union Middle and High School in Townshend besuchen. Gegründet im Jahr 1833 als Leland Classical and English School und benannt nach Aaron Leland ist es eine der ältesten Schulen in Vermont.
Schülerinnen und Schülern der Klassen 11 und 12 steht auch das Windham Regional Career Center in Brattleboro zur Verfügung.
Eine öffentliche Bücherei, die Wardsboro Public Library befindet sich an der Main Street in Wardsboro. Das Gebäude wird von den Friends of the Wardsboro Library zur Verfügung gestellt.

## Persönlichkeiten

### Söhne und Töchter der Stadt
- Herbert G. Barber (1870–1947), Politiker, Vermont Attorney General
- Clarke C. Fitts (1870–1916), Politiker, Vermont Attorney General
- Abner Hazeltine (1793–1879), Politiker